# California State Water Project

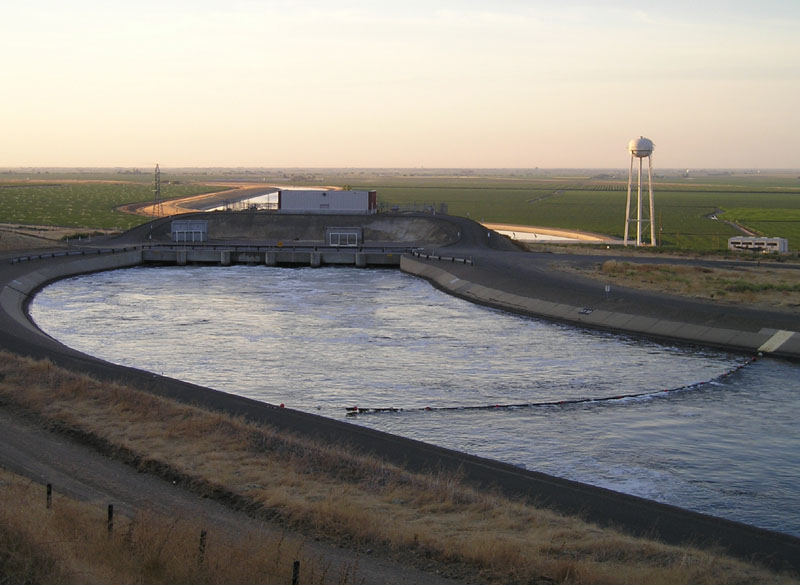
Pumpstation Dos Amigos, Teil des SWP

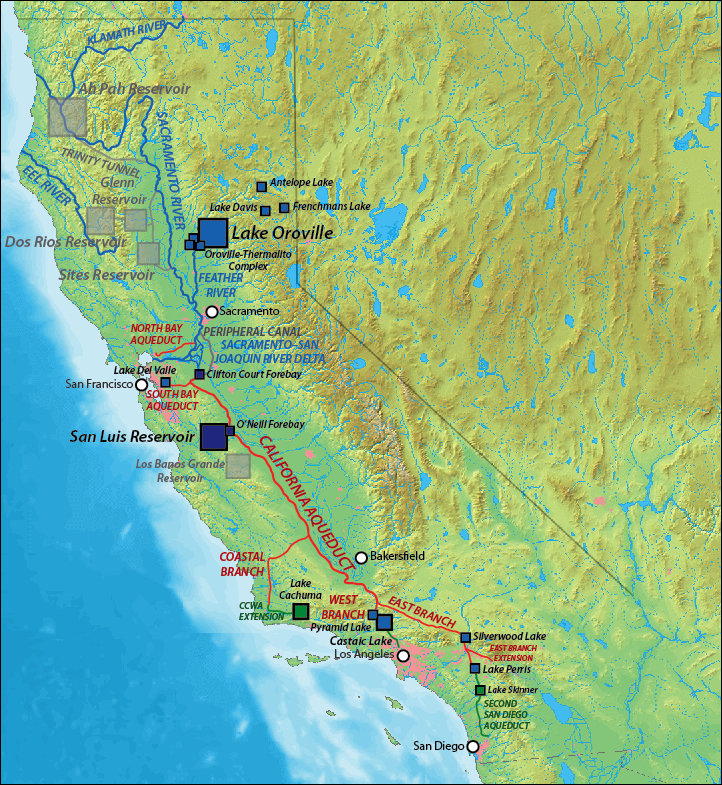
State water project

Das California State Water Project, allgemein bekannt unter dem Namen SWP, ist das weltweit größte öffentlich gebaute und noch intakte Wasser- und Energiemanagementsystem.

## Geschichte
Das SWP wird vom California Department of Water Resources (DWR) betrieben. Der ursprüngliche Zweck des Projekts war, Wasser in das aride Südkalifornien zu leiten, wo angemessene lokale Wasserressourcen fehlen. 2006 lieferte das SWP für über 23 Millionen Menschen Trinkwasser und erzeugte durchschnittlich pro Jahr 6,5 Millionen MWh aus Wasserkraft.
Die Konstruktion begann in den späten 1950er Jahren, die wichtigsten Maßnahmen wurde im Jahr 1960 über Mittel aus Anleihen gebilligt. Die Abstimmung über die Anleihen spaltete Kalifornien, da die Nordkalifornier die Maßnahme als Schwindel und als Versuch, ihre Wasserressourcen zu stehlen, ablehnten. Das meiste Wasser (ungefähr 80 Prozent) ist für die Landwirtschaft im San Joaquin Valley bestimmt. Da das Pumpen des Wassers über die Tehachapi Mountains kostspielig ist, wird in Südkalifornien auch auf andere Wasserquellen wie den Owens River, die Zuflüsse des Mono Lake und den Colorado River zurückgegriffen.
Die wichtigsten Bauten des Projekts umfassen den Oroville-Staudamm, das San Luis Reservoir und das California Aqueduct. In trockenen Jahren stellt das aus dem Sacramento River Delta gepumpte Wasser eine Gefahr für Lachse dar, da im Delta die normale Strömung von Ost nach West gestört wird, der die Junglachse zum Pazifik folgen.
1972 würdigte die American Society of Civil Engineers die Leistungen des Bauprojektes mit dem Outstanding Civil Engineering Achievement Award.

## ErtüchtigungsprojektDelta Conveyance
Seit 2015 wird eine Beseitigung einer der größten Schwachstellen des Projektes diskutiert, die mit einem Projekt Namens WaterFix behoben werden sollte. Ein großer Teil des Rohwassers kommt aus dem nördlichen Bereich des Längstales, unter anderem aus den Bereichen der Speicher Shasta Lake und Lake Oroville. Um zur Einspeisestelle des Aquäduktes, der Clifton Court Forebay zu gelangen, muss das Flusswasser erst das Sacramento-San Joaquin River Delta durchströmen. Diese Überleitung in naturnahen, eingedeichten Gerinnen in der Marschlandschaft unterliegt durch intensive Nutzung (Landsenkungen) und Georisiken (Erdbebenzone) einer Gefährdung, da durch Deichbrüche der Flusspegel abfallen und Brackwasser aus der Bay über die Carquinez-Straße ins Delta zurückfluten könnte, was eine Unterbrechung der Wasserversorgung bedeuten würde. Ebenso ist dieses Ästuar durch einen Anstieg des Meeresspiegels gegenüber Versalzung anfällig. Die Bauzulassungen dafür wurden jedoch 2019 wieder zurückgezogen und gegen eine kleinere Lösung namens Delta Conveyance ersetzt. Anfang 2020 wird die Erstellung eines Umweltverträglichkeitsberichts eingeleitet.
Das Projekt sieht zum Stand 2024 einen mittels Tunnelbohrmaschinen aufgefahrenen, einrohrigen Überleitungstunnel unter dem Delta von ca. 73 km Länge und ca. 11 m Innendurchmesser vor. Der Tunnelanfang mit den Entnahmebauwerken aus dem Sacramento River wäre am südlichen Stadtrand von Sacramento gelegen, der Auslauf bei der Clifton Court Forebay im Contra Costa County südwestlich von Stockton, welches als Unterwasserbecken der Harvey O. Banks Pumping Plant dient. Ein Tunnel wird weniger erdbebenanfällig als ein offenes Gerinne an der Oberfläche eingestuft. Der Abfluss der Flüsse im nordkalifornischen Einzugsgebiet soll künftig aufgrund des Klimawandels weniger durch die frühsommerliche Schneeschmelze geprägt werden als durch kurzzeitige, kräftige Regenereignisse (vgl. Atmosphärischer Fluss). Ein Vorteil des Projektes läge darin, dass durch die Überleitung solche kurzzeitigen Hochwässer besser genützt werden können.

## Anlagen der SWP
Das SWP erstreckt sich auf fast der ganzen Länge Kaliforniens und besteht aus 36 Speicheranlagen, 21 Pumpwerke, fünf Wasserkraftwerken und vier Pumpspeicherkraftwerken zur Stromgewinnung. Beispielhaft sei der Oroville Dam am Feather River im Butte County, Kalifornien genannt.